# 宮出隆自
宮出 隆自（みやで りゅうじ、1977年8月18日 - ）は、愛媛県宇和島市出身の元プロ野球選手（外野手、内野手、投手）。野球指導者。現在は東京ヤクルトスワローズの二軍打撃コーチを務める。

## 来歴

### プロ入り前
愛媛県立宇和島東高等学校ではエースとして、後にヤクルトでチームメイトとなる岩村明憲とバッテリーを組んだ。1994年の甲子園で一塁手として出場し、3打数1安打1打点、高校通算34本塁打。
1995年のドラフト会議でヤクルトが2位指名し、契約金7000万円、年俸600万円（金額は推定）で入団する。

### ヤクルト時代
1998年4月22日対中日戦で一軍初先発、5回を自責点2で初勝利。
1999年に中継ぎを中心に2勝を挙げる。
2000年には3勝を挙げる。2000年には少ない打席数ながら8打数4安打（打率.500）の好成績を記録している。
2001年はセットアッパーとして開幕戦にも登板するも、4月半ばに膝の半月板を損傷して手術。その後、投球を行うと膝に水が溜まるようになった。
2002年から持ち前の打撃力を生かして外野手に転向する。投手時代の打撃成績は計17打数7安打（打率.412）だった。この年、ファームでは2本塁打を放ったが一軍昇格は果たせなかった。
2003年は夏場から一軍定着し、60試合に出場し打率.277、5本塁打だった。同年5月25日の地元の松山中央公園野球場での試合で阪神の藤川球児から一軍初本塁打を放った。
2004年はポジションの被る外国人選手の加入もあって出場機会が激減した。
2005年は後半戦から5番打者としてクリーンナップの一端を担う。規定打席には達しなかったが、打率.320、8本塁打、46打点。
2006年はチーム有数のクラッチヒッターとして右翼のレギュラーで134試合に出場し、初の規定打席に到達して打率.275、自己最多の9本塁打59打点をマークした。8月30日は宮出隆自Dayとして8号本塁打を打ち勝利する。
2007年は宮出の高校の後輩でもある岩村明憲のメジャー挑戦で三塁手が空席になったため、外野手から三塁手へのコンバートが予定された。春季キャンプの阪神との練習試合では2回の守備機会で2回ともエラーを喫し、阪神の岡田彰布監督から「岩村はセ・リーグ一のサードやったから気が楽や」と言われた。この後も特守に励んだが成果は思わしくなく、三塁手としての守備率は.875と奮わず、三塁手のレギュラーは飯原誉士に奪われた。以後は折しもアダム・リグスが離脱した事で一塁手としての出場が増え、長身も生かしてまずまずの守備を見せ新たなレギュラーポジションを掴んだ。同年は一塁68試合、三塁18試合、外野13試合を守った。主に5・6番打者として、111試合で打率.279、前年と同じ9本塁打を記録するなどの活躍を見せたが、9月17日の対中日戦で山井大介の投球を右手に受けて骨折し、残りのシーズンを棒に振った。
2008年は、一塁には畠山和洋が、右翼には福地寿樹が固定され、自身の不振もあり出場機会数が激減した。
2009年、開幕直前の3月23日、一場靖弘との交換トレードで、ドラフト指名時のヤクルト監督である野村克也率いる東北楽天ゴールデンイーグルスへ移籍。背番号は9。

### 楽天時代
前半は打率は1割台と調子が悪く出場選手登録と抹消とを繰り返したが、7月14日の対西武戦に代打で出場し2007年9月5日対広島戦以来となる2年ぶりの本塁打を三井浩二から放つ。これが決勝点となり、移籍後初のヒーローインタビューを受ける。この頃を境に調子を上げ、中島俊哉の故障の影響もありスタメンでの出場機会が増えた。ファーストやライトの守備固めとしても25試合で起用された。最終的に打率は3割を超え、対左投手の打率は.340と結果を残した。盗塁も5個記録し、失敗は0だった。
2010年は若手選手の台頭と自身の成績急落もあって出場機会が激減し34試合の出場に留まった。シーズン終了後の10月、一時はチームの秋季キャンプに参加したが、同月27日に戦力外通告を受けた。

### ヤクルト復帰
11月10日に古巣のヤクルトが宮出の獲得を発表し、3シーズンぶりにスワローズ復帰となった。背番号は49となった。
2011年は28試合のみの出場だが打率は.300を残した。
2012年10月6日、この年限りでの現役引退を発表した。10月7日のシーズン最終戦となる対広島戦（神宮）で途中出場し、セカンドフライに打ち取られている。11月1日、任意引退公示。

### 引退後
2012年オフの11月23日に明治神宮球場で開催されたファン感謝DAYで、同じく引退を表明していた福地寿樹と合同で引退セレモニーが行われた。
2013年より、ヤクルトの二軍打撃コーチに就任した。
2015年より一軍打撃コーチに配置転換され、2017年までは攻撃時に一塁ベースコーチャーも担当した。
2020年からは一軍ヘッドコーチに配置転換。
2022年からは再び二軍打撃コーチを務める。

## 人物
既婚で、2人の子を持つ。
チームでも随一の練習量をこなしており、2007年には年齢的には若くないにもかかわらず「若手の期待選手」として紹介される事もあった。真面目で優しく人柄の良い選手として知られ、チームメイトからの人望も非常に厚い。
長身から繰り出されるパワフルな打撃から、一時はロベルト・ペタジーニに引っ掛けて「ミヤジーニ」のニックネームで和製大砲として期待された。また、2005年にはその長身から同年に巨人に在籍していたバート・ミアディッチと引っ掛けて「ミヤデッチ」または「ミヤディッチ」と呼ばれていた事もあった。
楽天移籍後の会見では、「入団したときのようにまっさらな気持ちでがんばりたい」と語った。

## 詳細情報

### 年度別投手成績
| 年 度     | 球 団     | 登 板 | 先 発 | 完 投 | 完 封 | 無 四 球 | 勝 利 | 敗 戦 | セ 丨 ブ | ホ 丨 ル ド | 勝 率 | 打 者 | 投 球 回 | 被 安 打 | 被 本 塁 打 | 与 四 球 | 敬 遠 | 与 死 球 | 奪 三 振 | 暴 投 | ボ 丨 ク | 失 点 | 自 責 点 | 防 御 率 | W H I P |
| --------- | --------- | ----- | ----- | ----- | ----- | -------- | ----- | ----- | -------- | ----------- | ----- | ----- | -------- | -------- | ----------- | -------- | ----- | -------- | -------- | ----- | -------- | ----- | -------- | -------- | ------- |
| 1998      | ヤクルト  | 3     | 1     | 0     | 0     | 0        | 1     | 0     | 0        | --          | 1.000 | 41    | 8.0      | 5        | 0           | 14       | 1     | 0        | 10       | 1     | 0        | 4     | 4        | 4.50     | 2.38    |
| 1999      | ヤクルト  | 21    | 4     | 0     | 0     | 0        | 2     | 4     | 0        | --          | .333  | 190   | 43.1     | 40       | 5           | 22       | 0     | 0        | 43       | 1     | 1        | 31    | 28       | 5.82     | 1.43    |
| 2000      | ヤクルト  | 22    | 3     | 0     | 0     | 0        | 3     | 1     | 0        | --          | .750  | 193   | 49.0     | 41       | 7           | 13       | 0     | 1        | 43       | 1     | 0        | 23    | 23       | 4.22     | 1.10    |
| 2001      | ヤクルト  | 3     | 0     | 0     | 0     | 0        | 0     | 0     | 0        | --          | ----  | 18    | 4.1      | 3        | 0           | 4        | 0     | 0        | 4        | 0     | 0        | 3     | 0        | 0.00     | 1.62    |
| 通算：4年 | 通算：4年 | 49    | 8     | 0     | 0     | 0        | 6     | 5     | 0        | --          | .545  | 442   | 104.2    | 89       | 12          | 53       | 1     | 1        | 100      | 3     | 1        | 61    | 55       | 4.73     | 1.36    |

- 「-」は記録なし

### 年度別打撃成績
| 年 度      | 球 団      | 試 合 | 打 席 | 打 数 | 得 点 | 安 打 | 二 塁 打 | 三 塁 打 | 本 塁 打 | 塁 打 | 打 点 | 盗 塁 | 盗 塁 死 | 犠 打 | 犠 飛 | 四 球 | 敬 遠 | 死 球 | 三 振 | 併 殺 打 | 打 率 | 出 塁 率 | 長 打 率 | O P S |
| ---------- | ---------- | ----- | ----- | ----- | ----- | ----- | -------- | -------- | -------- | ----- | ----- | ----- | -------- | ----- | ----- | ----- | ----- | ----- | ----- | -------- | ----- | -------- | -------- | ----- |
| 1998       | ヤクルト   | 4     | 3     | 3     | 1     | 1     | 1        | 0        | 0        | 2     | 1     | 0     | 0        | 0     | 0     | 0     | 0     | 0     | 0     | 0        | .333  | .333     | .667     | 1.000 |
| 1999       | ヤクルト   | 23    | 6     | 6     | 1     | 2     | 0        | 0        | 0        | 2     | 1     | 0     | 0        | 0     | 0     | 0     | 0     | 0     | 2     | 0        | .333  | .333     | .333     | .667  |
| 2000       | ヤクルト   | 22    | 10    | 8     | 1     | 4     | 1        | 0        | 0        | 5     | 1     | 0     | 0        | 2     | 0     | 0     | 0     | 0     | 2     | 0        | .500  | .500     | .625     | 1.125 |
| 2001       | ヤクルト   | 3     | 0     | 0     | 0     | 0     | 0        | 0        | 0        | 0     | 0     | 0     | 0        | 0     | 0     | 0     | 0     | 0     | 0     | 0        | ----  | ----     | ----     | ----  |
| 2003       | ヤクルト   | 60    | 169   | 159   | 17    | 44    | 6        | 1        | 5        | 67    | 18    | 1     | 0        | 1     | 0     | 6     | 0     | 3     | 27    | 5        | .277  | .315     | .421     | .737  |
| 2004       | ヤクルト   | 35    | 91    | 85    | 6     | 20    | 2        | 2        | 2        | 32    | 6     | 0     | 0        | 2     | 0     | 3     | 0     | 1     | 26    | 2        | .235  | .270     | .376     | .646  |
| 2005       | ヤクルト   | 99    | 304   | 275   | 39    | 88    | 14       | 1        | 8        | 128   | 46    | 5     | 2        | 2     | 1     | 22    | 0     | 4     | 54    | 4        | .320  | .377     | .465     | .843  |
| 2006       | ヤクルト   | 134   | 473   | 422   | 49    | 116   | 22       | 3        | 9        | 171   | 59    | 1     | 4        | 8     | 3     | 38    | 1     | 2     | 83    | 11       | .275  | .335     | .405     | .741  |
| 2007       | ヤクルト   | 111   | 348   | 323   | 28    | 90    | 10       | 3        | 9        | 133   | 46    | 3     | 0        | 6     | 1     | 16    | 0     | 2     | 63    | 4        | .279  | .316     | .412     | .728  |
| 2008       | ヤクルト   | 29    | 50    | 47    | 0     | 6     | 0        | 0        | 0        | 6     | 2     | 0     | 0        | 1     | 0     | 2     | 0     | 0     | 13    | 1        | .128  | .163     | .128     | .291  |
| 2009       | 楽天       | 82    | 168   | 155   | 13    | 47    | 5        | 1        | 3        | 63    | 21    | 5     | 0        | 0     | 3     | 9     | 1     | 1     | 26    | 6        | .303  | .339     | .406     | .746  |
| 2010       | 楽天       | 34    | 88    | 78    | 9     | 12    | 5        | 0        | 0        | 17    | 4     | 0     | 0        | 0     | 0     | 10    | 0     | 0     | 21    | 4        | .154  | .250     | .218     | .468  |
| 2011       | ヤクルト   | 28    | 45    | 40    | 2     | 12    | 1        | 0        | 0        | 13    | 3     | 0     | 0        | 0     | 0     | 5     | 0     | 0     | 7     | 0        | .300  | .378     | .325     | .703  |
| 2012       | ヤクルト   | 37    | 58    | 54    | 5     | 16    | 5        | 1        | 3        | 32    | 8     | 0     | 0        | 1     | 0     | 3     | 0     | 0     | 11    | 1        | .296  | .333     | .593     | .926  |
| 通算：14年 | 通算：14年 | 701   | 1813  | 1655  | 171   | 458   | 72       | 12       | 39       | 671   | 216   | 15    | 6        | 23    | 8     | 114   | 2     | 13    | 335   | 38       | .277  | .327     | .405     | .732  |

### 記録
初記録
投手記録
- 初登板：1998年4月5日、対読売ジャイアンツ3回戦（明治神宮野球場）、8回表に3番手で救援登板・完了、2回無失点
- 初奪三振：同上、8回表に高橋由伸から
- 初先発・初勝利：1998年4月22日、対中日ドラゴンズ4回戦（明治神宮野球場）、5回2失点

打撃記録
- 初出場：投手記録の初登板の項を参照
- 初先発出場：投手記録の初先発の項を参照
- 初安打・初打点：1998年4月22日、対中日ドラゴンズ4回戦（明治神宮野球場）、1回裏に今中慎二から左越適時二塁打
- 初本塁打：2003年5月25日、対阪神タイガース11回戦（松山坊っちゃんスタジアム）、4回裏に藤川球児から左越ソロ
- 初盗塁：2003年9月15日、対横浜ベイスターズ25回戦（横浜スタジアム）、3回表に二盗（投手：吉見祐治、捕手：中村武志）

### 背番号
- 43（1996年 - 2009年3月26日）
- 9（2009年3月27日 - 2010年）
- 49（2011年 - 2012年）
- 76（2013年 - ）